# قلعه بردزنجیر
قلعه بردزنجیر در ۱۸ کیلومتری جنوب غربی شهر جوانرود در استان کرمانشاه قرار دارد. این قلعه در جنوب غربی روستایی سراب برد زنجیر در بخش مرکزیِ دهستان بازان قرار دارد. فاصله آن تا روستا به خط مستقیم 350 متر و ارتفاع آن از سطح دریا ۱۴۹۶ متر است. 
بقایای معماری این قلعه بطول ۱۳۰ متر و عرض ۴۰ متر بر فراز کوهی مشرف به روستا واقع شده است. سازه اصلی پلانی تقریباً بیضی شکل دارد که بطول ۳۰ متر و عرض ۲۰ متر است. با توجه به قطعات سفال دوره‌های تاریخی (اشکانی- ساسانی) در این قلعه و وجود پراکنش سطحی سفال‌های این دو دوره در دهانه دره و اطراف روستا خصوصاً گورستان آن احتمالاً این دره در دوره مذکور از اهمیت استراتژیکی برخوردار بوده است.. 
بنظر در دوره صفوی محل حکمرانی سومین وکیل قبادخان، یعنی نوشیروان بوده است.این احتمال مطرح شده که این قلعه همان قلعه زنجیر است که در تاریخ عالم آرای عباسی به آن اشاره شده و جزو درتنگ ذکر شده است.